# VCPIP1
VCPIP1‏ (Valosin containing protein interacting protein 1) هوَ بروتين يُشَفر بواسطة جين VCPIP1 في الإنسان.